# URL

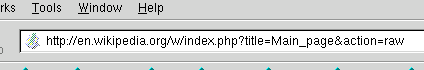
Egy URL

Az URL vagy más néven webcím (mely a  Uniform Resource Locator [egységes erőforrás-helymeghatározó] rövidítése), az interneten megtalálható bizonyos erőforrások (például szövegek, képek) szabványosított címe. Tim Berners-Lee alkotta meg a világhálón való használatra, de más internetes erőforrások azonosítására is használják. A jelenleg használt formátumot részletesen leírja az IETF RFC 1738 szabványa.
A webcím az internet történetének alapvető újítása. Egyetlen címben összefoglalja a dokumentum megtalálásához szükséges négy alapvető információt:
- a protokollt, amit a célgéppel való kommunikációhoz használunk;
- a szóban forgó gép vagy tartomány nevét;
- a hálózati port számát, amin az igényelt szolgáltatás elérhető a célgépen;
- a fájlhoz vezető elérési utat a célgépen belül.

## Jellemzők
Egy tipikus, egyszerű webcím így néz ki:
```
https://hu.wikipedia.org:443/wiki
```

Ennek részei:
- A https a használandó protokoll. A protokoll neve után kettőspont (:) írandó.
- A hu.wikipedia.org a célgép tartományneve. Ez elé két perjel (//) írandó.
- A 443 a célgép azon hálózati portszáma, amin kérésünket várja; ez elé kettőspont (:) írandó. Ezt a részt gyakran teljesen elhagyhatjuk, például esetünkben a HTTPS protokoll alapértelmezett portszáma a 443.
- A /wiki a kért elérési út a célgépen. Ez a rész mindig a perjellel (/) kezdődik.

A legtöbb böngésző nem is igényli, hogy a „http://” részt begépeljük egy weblap eléréséhez, hiszen az esetek döntő többségében úgyis ezt használjuk. Egyszerűen begépelhetjük a lap címét, például: „hu.wikipedia.org/wiki/Bit”. A főlap megtekintéséhez általában elég a tartomány nevét beírni, például „hu.wikipedia.org”.
A webcímek egyéb részeket is tartalmazhatnak, HTTP esetében például az elérési út után, egy kérdőjel (?) mögé helyezve keresési kérdés szerepelhet, ami egy get metódusú HTML űrlapból származik. Az elérési út után, attól egy kettős kereszttel (#) elválasztva szerepelhet a hiperszöveg egy részére hivatkozó azonosító. Ez az azonosító nem része a webcímnek, de gyakran szerepel vele kapcsolatban.
Példák:
```
https://hu.wikipedia.org/w/wiki.phtml?title=Bit&action=history

https://hu.wikipedia.org/wiki/1999#Események
```

A webcím az URI egy olyan fajtája, ahol az azonosítás a dokumentum helye alapján történik.
A webcím kifejezés a world wide weben kívül is használatos. Egyes adatbázis-kiszolgálók is webcímet használnak a hozzájuk való kapcsolódás megadásához. Hasonlóképpen bármely, meghatározott protokollt követő ügyfél–kiszolgáló alkalmazás is használhat webcímeket kommunikációjában.
Egy példa adatbázis-webcím:
```
jdbc:datadirect:oracle://myserver:1521;sid=testdb 
Archiválva
 
2013. február 18-i
 dátummal a 
Wayback Machine
-ben
```

Ha egy weblapot egyértelműen meghatároz egy webcím, akkor rá mutató hivatkozást hozhatunk létre. Ez a helyzet nem mindig áll fenn, például egy menüpont megváltoztathatja a lapon belül az egyik keret tartalmát, anélkül, hogy ennek az új kombinációnak külön webcíme lenne.
Ezen kívül egy weblap függhet ideiglenesen tárolt információtól is.
Még ha van is egy weblapnak vagy keretnek önálló webcíme, ez nem mindig nyilvánvaló annak a számára, aki rá mutató hivatkozást kíván létrehozni. Egy keret webcíme nem látszik a címsávban, és létrehozható címsáv nélküli ablak is. A webcím ilyenkor a lap forrása, illetve egyes részeinek „tulajdonsága” alapján meghatározható.
Azon kívül, hogy rá mutató hivatkozást hozzunk létre, egyéb okokból is kíváncsiak lehetünk egy lap webcímére: ha tartalmát önállóan akarjuk megjeleníteni, illetve, ha bizonyos megszorításokat (eszköztár nélküli, vagy kicsi, méretezhetetlen ablak) meg akarunk kerülni.